# Baumann Federn

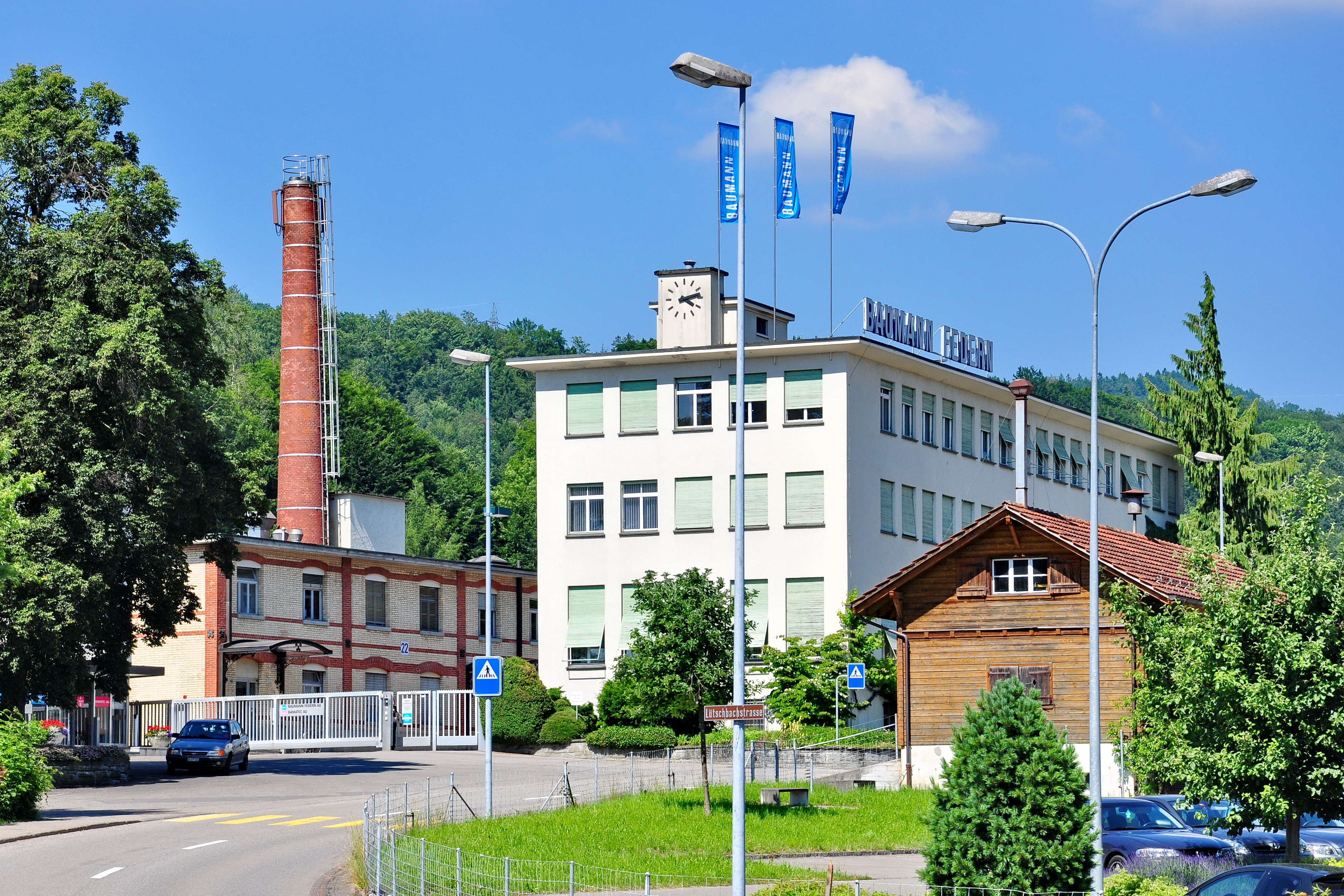
Firmensitz in Ermenswil (SG)

BAUMANN Federn AG (internationaler Marktauftritt BAUMANN Springs Ltd.) ist eine selbständige, internationale Unternehmensgruppe mit Stammwerk in Ermenswil SG bei Rüti ZH. Mit weltweit 1600 Mitarbeitern in elf Ländern entwickelt, produziert und vertreibt die Firma technische Federn, Stanzteile und Kontaktelemente nach Kundenspezifikation. Die Kunden sind Grossabnehmer aus den Bereichen Automobil, Medizintechnologie, Mittel- und Hochspannung, Niederspannung und Elektronik sowie dem Maschinen- und Motorenbau.

## Geschichte
Das Unternehmen wurde 1886 durch die Gebrüder Kaspar und Heinrich Baumann gegründet und stellte zunächst Webereiutensilien und Holzartikel her. Um 1900 wurde die Produktion auf Stahlfedern verlagert. Hauptabnehmer waren die nahe gelegenen Hersteller von
Textilmaschinen, unter anderem die Maschinenfabrik Rüti, und später Automobilhersteller in Italien. 
1933 wurde die Kollektivgesellschaft in eine Aktiengesellschaft umgewandelt. Gleichzeitig übernahm Henri Rüegg, ein Halbbruder der Gründer Baumann, die Unternehmensleitung. Nach Rüeggs Tod übernahmen 1960 seine Söhne Hans und Theodor Rüegg das Unternehmen. Nachdem bereits 1946 eine Tochtergesellschaft in Italien gegründet wurde, expandierte das Unternehmen 1964 nach Deutschland (dort als Baumann GmbH mit Sitz in Lichtenstein-Unterhausen) und 1979 nach Singapur und in die USA. 1984–2010 wurde die Unternehmensgruppe von Hans R. Rüegg geleitet. Dieser setzte die internationale Expansion durch Gründung weiterer Tochtergesellschaften fort. 
Anfang 2011 hat Thomas H. Rüegg, Sohn von Hans R. Rüegg, die Leitung der BAUMANN Gruppe übernommen. Das Unternehmen wird somit bereits in der 5. Generation geführt.